# Staatspreis der UdSSR

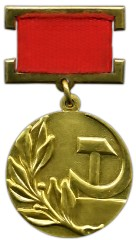
Medaille für Träger des Staatspreises der UdSSR, Avers

Der Staatspreis der UdSSR (russisch Государственная премия СССР/ Gossudarstwennaja premija SSSR) war eine staatliche Auszeichnung der Sowjetunion, die von 1966 bis 1991 vergeben wurde.

## Geschichte
Der Staatspreis der UdSSR wurde 1966 als höchste zivile Auszeichnung der Sowjetunion gestiftet und stand damit in der Nachfolge des 1925 bis 1935 verliehenen Leninpreises sowie des 1941 bis 1954 verliehenen Stalinpreises. Träger des Stalinpreises hatten die Möglichkeit, ihre Medaillen und Verleihungsurkunden gegen solche des neuen Staatspreises umzutauschen. In sowjetischen Dokumenten und Literatur der 1960er bis 1980er Jahre wurde rückwirkend auch der Stalinpreis als Staatspreis und dementsprechend seine Träger als Staatspreisträger bezeichnet.
Mit dem Zerfall der Sowjetunion 1991 wurde die Verleihung des Staatspreises der UdSSR eingestellt, an seiner Stelle wurde der Staatspreis der Russischen Föderation geschaffen.

## Beschreibung
Mit dem Staatspreis der UdSSR wurden von 1966 bis 1991 herausragende Leistungen auf wissenschaftlichem, literarischem, künstlerischem oder musikalischem Gebiet gewürdigt. Häufig wurde der Preis auch für Einzelwerke eines Künstlers verliehen. Zur Verleihung gehörten eine tragbare Medaille, eine Urkunde und eine Geldzuwendung. Der Staatspreis wurde jährlich an bis zu 100 Personen verliehen. In den Unionsrepubliken der Sowjetunion wurden zusätzlich Staatspreise der jeweiligen Unionsrepublik vergeben.

## Träger (Auswahl)
1967
- Nikolai Astrow (Panzerkonstrukteur)
- Irakli Andronikow (Schriftsteller, für das Buch Lermontow. Untersuchungen und Erkenntnisse)
- Andrei Petrow (Komponist)
- Otar Taktakischwili (Komponist, für Oratorium Auf Rustawelis Spuren)
- Galina Woltschek (Schauspielerin)

1968
- Tschingis Aitmatow (Schriftsteller)
- Georgi Swiridow (Komponist)

1969
- Oleg Jefremow (Schauspieler, Theaterregisseur)
- Nikolai Ryschkow (Politiker)
- Wladimir Winogradow (Arzt, posthum)

1970
- Nikolai Dolleschal (Physiker, für Konstruktion und Inbetriebnahme der Blöcke 1 und 2 des Kernkraftwerks Belojarsk)
- M. Jolle (Physiker, für Untersuchungen des instabilen Hochtemperaturplasmas im Magnetfeld und einer Methode zur Stabilisierung)
- I. Newjaschski mit J. Ado (Physiker, für Entwicklung und Inbetriebnahme des Proton Synchrotrons in Serpuchow)
- Surab Zereteli (Bildhauer)

1971
- Ludwig Faddejew (Physiker und Mathematiker)
- Alexander Twardowski (Dichter)

1974
- Wassil Bykau (weißrussischer Schriftsteller, für die Novellen Der Obelisk und Durchhalten bis zum Morgen!)
- Äbdischämil Nurpeissow (Schriftsteller)
- Alexander Schuk (Architekt, für den Flughafenkomplex Leningrad-Pulkowo)

1975
- Nikolai Kuchto (Konstrukteur, für das schwimmende Gasturbinenkraftwerk Sewernoje sijanije/ Nordlicht)
- Alexandra Pachmutowa (Liederkomponistin)
- Wassili Margelow (Armeegeneral der Luftlandetruppen)

1976
- Michail Alexejew (Schriftsteller)
- Dmitri Anossow (Mathematiker)
- Jewgeni Leonow (Schauspieler)
- Sowjetisch-Deutsches Kollektiv für die Entwicklung des Hochdruckpolyethylenverfahrens (Polymir 50)

1977
- Sergei Alexejew (Jurist, später auch Politiker)
- Natalja Bessmertnowa (Ballerina)
- Leonid Leonow (Schriftsteller, für Drehbuch Die Flucht des Mister McKinley)
- Lew Ljuljew (Konstrukteur von Fliegerabwehrraketen)
- Eldar Rjasanow (Regisseur, für den Film Ironie des Schicksals)
- Anatoli Romaschin (Theaterregisseur und -schauspieler)
- Hauptredaktion für Information und Propaganda des Zentralen Fernsehens der UdSSR (für die Hauptnachrichtensendung Wremja)

1978
- Mher Mkrtschjan (armenischer Schauspieler, für seine Rolle im Film Mimino)
- Andrei Wosnessenski (Dichter)

1979
- Robert Roschdestwenski (Dichter)
- Nikolai Ryschkow (Politiker)

1980
- Georgi Swiridow (Komponist)
- Wiktor Israeljan (Diplomat)
- Sofiko Tschiaureli (Schauspielerin)
- Dmitri Kabalewski (Komponist)
- Henno Sepmann (Architekt, für das Segelsportzentrum in Pirita)
- Ljubow Mala (Medizinerin)

1981
- Alexei Leonow (Kosmonaut)
- Wladimir Menschow (Regisseur, für Film Moskau glaubt den Tränen nicht)
- Irina Murawjowa (Schauspielerin, für ihre Rolle im Film Moskau glaubt den Tränen nicht)
- Raissa Rjasanowa (Schauspielerin, für ihre Rolle im Film Moskau glaubt den Tränen nicht)
- Jewgeni Swerdlow (Biochemiker, für Arbeiten zur Dechiffrierung der Struktur von DNS-Polymerasen)

1982
- Kir Bulytschow (Schriftsteller, für Filmszenarien)
- Oles Hontschar (ukrainischer Schriftsteller)
- Saima Karimowa (Geologin)
- Ilja Oschanin (Sinologe)
- Jewgeni Swetlanow (Dirigent, Komponist und Pianist)
- Schöpferkollektiv des Spielfilms Der elektronische Doppelgänger

1983
- Nikolai Markowitsch Emanuel (Chemiker)
- Michail Schatrow (Schriftsteller, für das Theaterstück So werden wir siegen)
- Alexander Tschakowski (Schriftsteller)
- Iwan Winogradow (Mathematiker)

1984
- Sergei Alexejew (Kinder- und Jugendschriftsteller)
- Jewgeni Jewtuschenko (Dichter, für das Poem Mutter und die Neutronenbombe)
- Entwicklungskollektiv des VEB Carl-Zeiss-Jena für die Multispektralkamera MKF 6

1985
- Wiktar Daschuk für den Dokumentarfilm Der Krieg hat kein weibliches Gesicht
- Anatoli Resnikow (Trickfilmregisseur)
- Boris Schtscherbakow (Schauspieler)

1986
- Walentin Berlinski (Gründer des Borodin Quartetts in Moskau)

1987
- Natalja Durowa (Zirkusartistin und Schriftstellerin)
- Wladimir Wyssozki (Sänger und Schauspieler, postum)

1988
- Wladimir Demichow (Mediziner, Transplantationspionier)
- Alexei German (Filmregisseur)
- Lidija Ginsburg (Literaturwissenschaftlerin und Schriftstellerin)
- Dawid Samoilow (Dichter)

1989
- Bella Achmadulina (Dichterin, für den Sammelband Der Garten)
- Oleg Atkow (Arzt und Kosmonaut)
- Nikolai Bassow (Physiker)
- Arseni Tarkowski (Dichter, postum)

1990
- Jeleasar Meletinski (Philologe, für die Enzyklopädie Mythen der Völker der Welt)

1991
- Wladimir Daschkewitsch (Komponist und Musiktheoretiker)
- Bulat Okudschawa (Sänger, Dichter und Schriftsteller)